# 1903년 민병대법

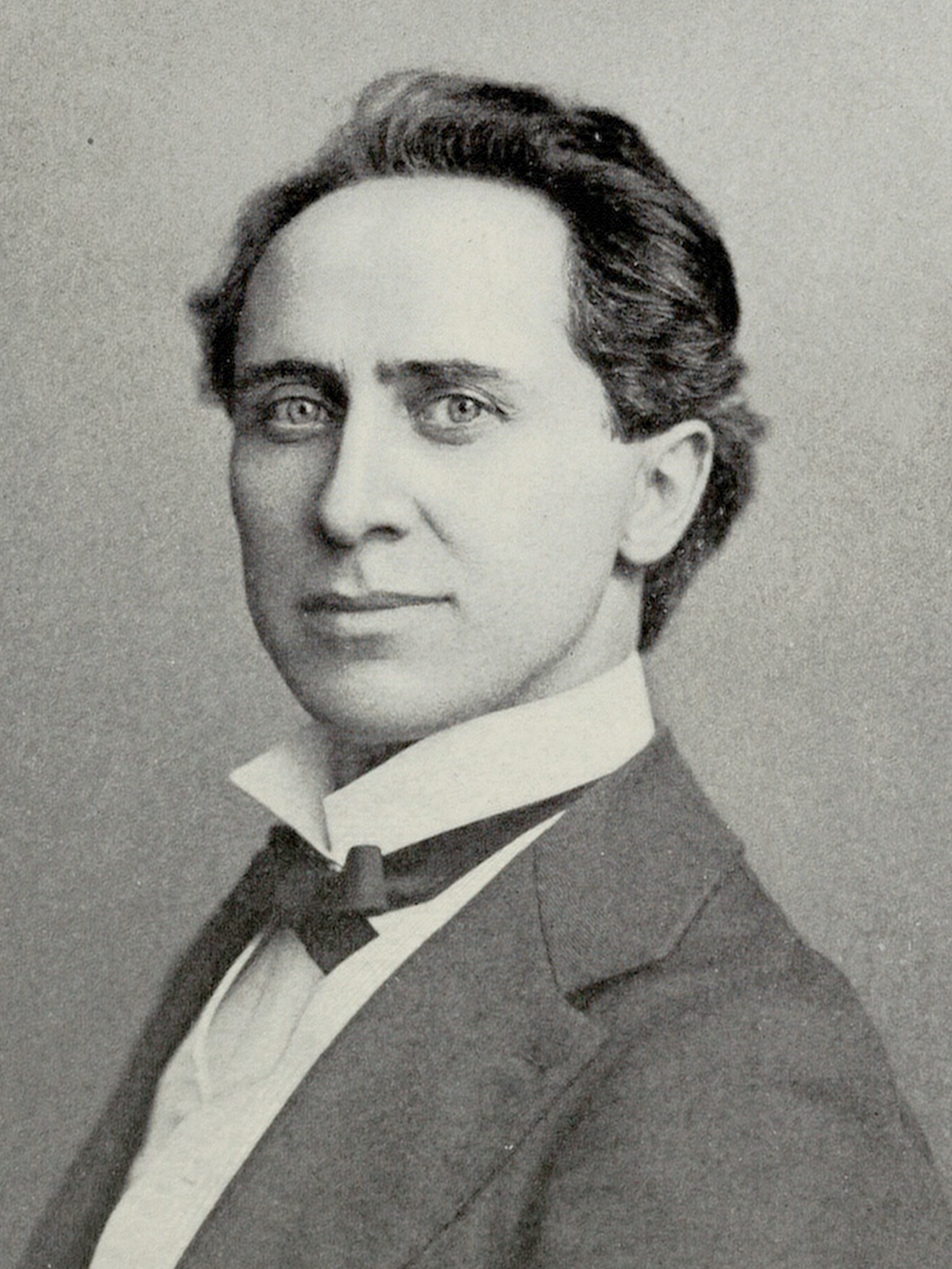
1903년 민병대법의 이름이 된 찰스 딕

1903년 민병대법(영어: Militia Act of 1903, 32 Stat. 775)은 1903년 민병대 효율화법(영어: Efficiency in Militia Act of 1903) 또는 딕법(영어: Dick Act)으로도 알려져 있으며, 민병대의 일부로부터 현대 주방위군이 될 조직을 만들고, 주방위군이 연방군화될 수 있는 상황을 성문화하기 위해 미국 의회에서 제정된 법률이다. 이 법은 또한 장비 및 훈련, 그리고 연례 여름 훈련 캠프 비용을 충당하기 위한 연방 자금을 제공했다. 새로운 주방위군은 정규군과 유사한 형태와 품질의 부대를 조직하고, 현역 부대와 동일한 훈련, 교육 및 준비 태세 요건을 달성하는 것을 목표로 했다.

## 이전 역사

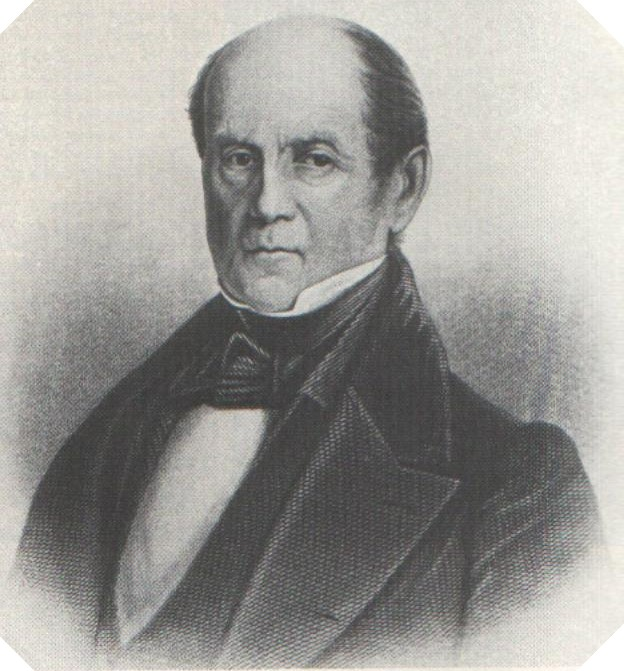
마틴 치튼든 주지사는 미영 전쟁 중 뉴욕에 있던 버몬트 민병대를 소환하려 했으나 실패했다.

19세기 동안 각 미국 주와 영토의 민병대는 1792년 민병대법에 따라 운영되었으며, 이는 1795년 민병대법에 의해 확장되었다. 1792년 및 1795년 법은 민병대에 대한 주와 연방 정부 간의 통제 문제를 해결하지 못했다. 결과적으로 연방 정부는 국가 방어를 위해 민병대에 일관되게 의존할 수 없었다. 예를 들어, 미영 전쟁 동안 뉴욕 민병대원들은 캐나다에서 영국군에 대항하는 작전에 참여하기를 거부하며, 자신들의 유일한 책임은 고향 주를 방어하는 것이라고 주장했다. 또 다른 경우, 버몬트 주지사는 플래츠버그 방어전에서 주 민병대를 소환하려 했으나 실패했으며, 이들이 버몬트주 밖에서 작전하는 것은 불법이라고 주장했다.
그 결과, 1812년부터 연방 정부는 정규군의 규모를 확장해야 할 때 "의용" 부대를 창설했다. 이 의용 부대는 민병대가 아니었으며(비록 종종 개별 민병대원이나 대규모로 자원한 전체 민병대 부대로 구성되었지만), 정규군에도 속하지 않았다. 이 해결책은 멕시코-미국 전쟁(1846–1848) 동안, 그리고 남북 전쟁(1861–1865) 동안 연방군에서도 사용되었다.
미국-스페인 전쟁(1898) 동안 일부 의용 부대가 조직되었는데, 가장 주목할 만한 것은 "러프 라이더스"라는 별명을 가진 제1미국 의용 기병 연대였다. 연방 정부는 또한 자원병법의 규정에 따라 대규모로 자원한 여러 주방위군 부대를 동원하여 의용 부대로 받아들였다.

## 루트 개혁과 딕법

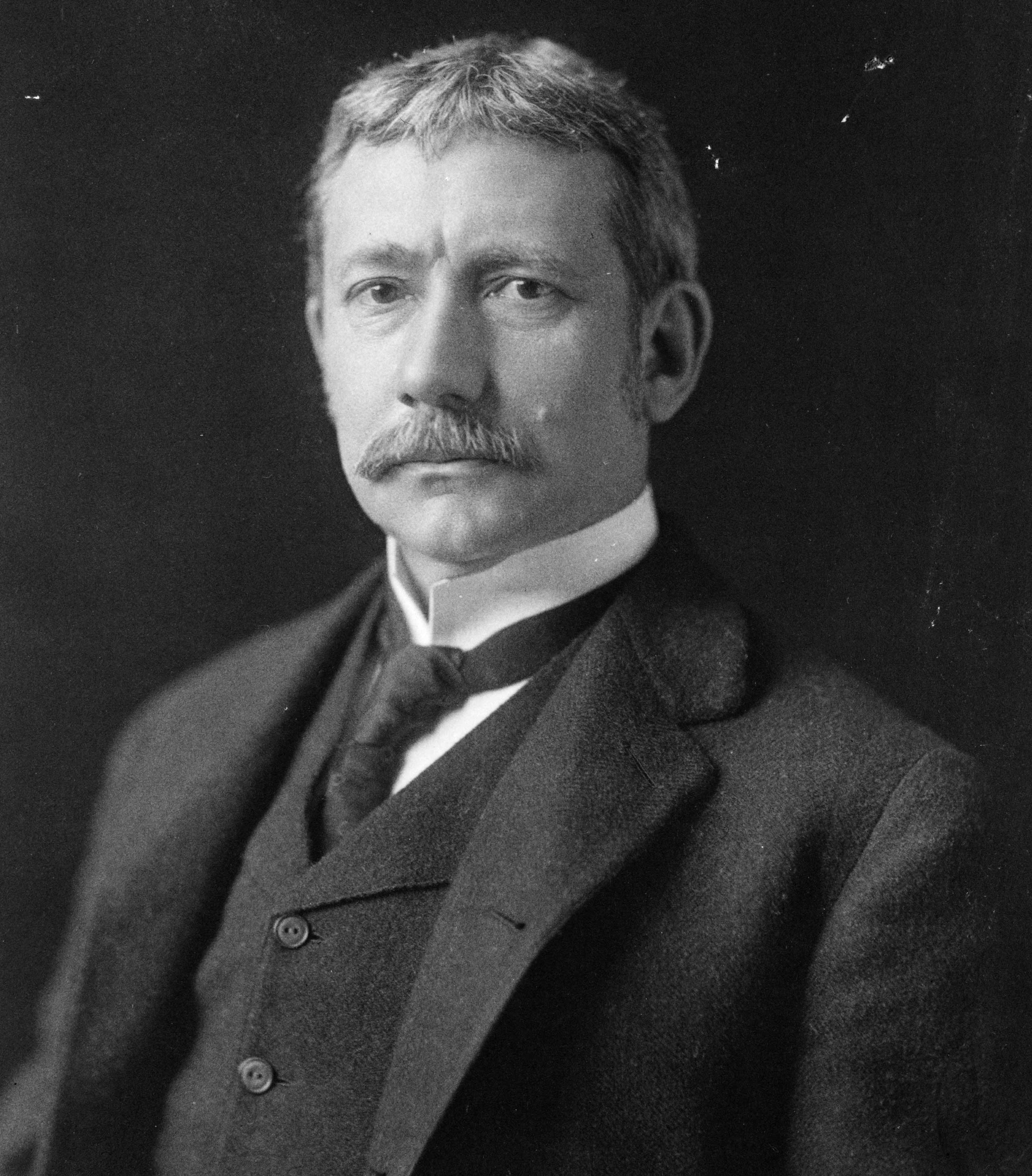
엘리후 루트 육군 장관은 미국-스페인 전쟁 후 육군 개혁을 위해 노력했다.

미국-스페인 전쟁 동안 주방위군과 관련하여 여러 문제점이 확인되었는데, 예를 들어 부대의 훈련 및 준비 태세 수준이 낮고, 조직 구조, 제복, 장비, 지휘관 자격 및 전문성 개발에 있어 표준화가 부족했다. 육군 장관 엘리후 루트와 다른 군 지도자들은 주방위군을 포함한 육군을 개혁하기 위한 조치를 취했다. 루트의 동맹자로는 오하이오 출신 하원 의원(나중에 상원 의원)이자 하원 민병대 문제 위원회 위원장이며 미국 주방위군 협회 회장을 역임한 찰스 딕이 있었다. 딕은 미국-스페인 전쟁 참전 용사였고 오랫동안 주방위군 일원으로 복무하며 오하이오주 방위군 사령관으로서 소장 계급에 도달했다.
딕은 1903년 민병대법을 주도했으며, 이 법은 딕법으로 알려지게 되었다. 1903년 법은 1795년 민병대법을 폐지하고 민병대를 (미국 법전 제10편 제311조에 따라) 두 가지 등급으로 지정했다: 17세에서 45세 사이의 모든 건장한 남성을 포함하는 예비 민병대와 연방 지원을 받는 주 민병대(주방위군) 부대로 구성된 조직 민병대이다.
딕법에는 주방위군 부대의 장비를 현대화하기 위한 200만 달러(2022년 기준 $57,607,400에 해당)가 포함되었으며, 주정부가 연방 자금을 사용하여 주방위군 여름 훈련 캠프 비용을 지불할 수 있도록 허용했다. 각 주의 주방위군 또한 주말 또는 주중 야간 훈련 및 연례 여름 훈련 캠프의 통일된 일정을 수행해야 했다. 또한 국방부는 육군 학교에서 주방위군 장교들의 참석 비용을 지원하기로 합의했으며, 현역 육군 장교들은 주방위군 부대의 검사관 및 교관으로 복무할 것이다. 국방부는 또한 정규군-주방위군 합동 훈련 및 훈련 캠프를 조직하기로 합의했다.
이에 대한 대가로 연방 정부는 주방위군에 대한 더 큰 통제권을 얻었다. 대통령은 침략을 격퇴하고, 반란을 진압하거나, 연방 법률을 집행하기 위해 최대 9개월 동안 주방위군을 소집할 권한을 부여받았다. 주방위군 병사들은 대통령의 소집에 응해야 하며, 그렇지 않으면 군법회의에 회부되었다. 주정부는 정규군의 정책 및 절차에 따라 부대를 조직, 장비 및 훈련해야 했다. 주방위군 부대가 육군 기준을 충족하지 못하면 연방 인가 및 연방 자금을 잃게 되었다.
딕법은 미국 정부가 주방위군을 동원할 수 있는 시기에 대한 문제를 해결하는 데 도움이 되었지만, 연방 당국은 주방위군에게 미국 외에서 복무하도록 명령할 수 없었다.

## 수정 조항

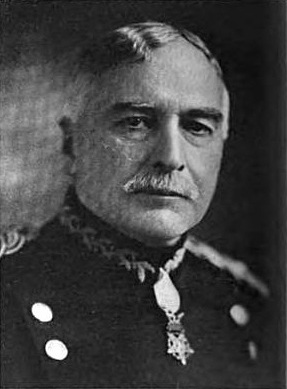
민병대 사무국 초대 국장 제임스 파커

딕법은 여러 차례 수정되었다. 1908년 민병대법은 연방 복무 기간에 대한 9개월 제한을 없애고 대통령에게 연방 복무 기간을 설정할 권한을 부여했다. 주방위군 부대의 미국 외 복무 금지도 해제되었으나, 이후 미국의 법무부 장관은 주방위군에게 미국 외에서 복무하도록 명령하는 것은 위헌이라는 의견을 제시했다. 또한 1908년 법은 동원 시 육군이 의용 부대를 조직하기 전에 주방위군을 연방군화해야 한다고 명시했다. 1908년 법에는 주방위군의 연방 훈련 및 행정 요구 사항을 감독하는 육군 기관인 민병대 사무국(현재 국민위병국) 설립도 포함되었다.
제1차 세계 대전에 미국이 참전하기 전 동원의 일환으로 1916년 국방법은 요구되는 훈련 기간을 24회에서 48회로, 여름 훈련 캠프 기간을 5일에서 15일로 늘렸다. 국방부는 주방위군의 허가된 병력, 그리고 각 주별 주방위군 부대의 수와 유형을 중앙에서 계획할 권한을 부여받았으며, 주방위군에 대한 통일된 입대 계약 및 장교 임관 요건을 시행할 권한도 부여받았다. 주방위군 병사들은 주 및 연방 입대 선서 또는 임관 선서를 모두 해야 했다. 이 법은 연방 보조금을 폐지하고 훈련 수당을 포함한 대부분의 주방위군 경비를 충당하는 연간 예산을 도입했다. 민병대 사무국은 민병대국으로 확장되었다. 1916년 법은 주방위군 병사들을 해외에 배치하는 문제를 해결했는데, 이는 그들이 민병대원으로서 제대하고 연방 복무에 징집됨으로써, 연방 권한 하에 작전할 때 주방위군이 주 민병대로서의 지위를 상실하도록 규정함으로써 이루어졌다. 이 조항은 판초 비야 원정 동안 주방위군을 소집하고, 제1차 세계 대전 동안 다시 사용되었다.
다른 수정 조항으로는 1920년 국방법과 1933년 국방법 수정 조항이 있다. 1933년 법은 1916년 국방법을 수정하여 미국 육군의 별도 예비군 구성 요소인 미합중국 주방위군을 창설했다. 그 이후로 모든 주방위군 병사들은 해당 주 주방위군과 미합중국 주방위군의 구성원이 되었다.

## 시행

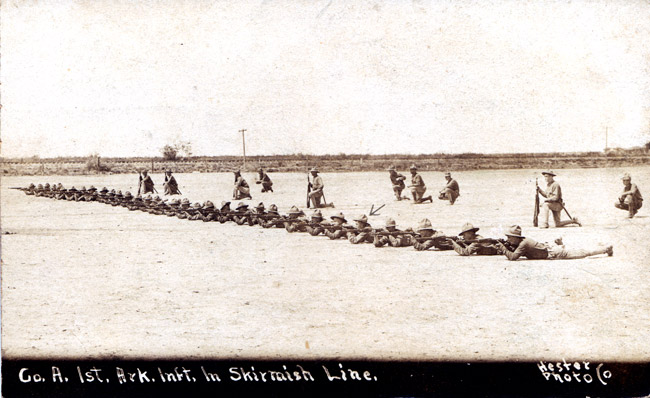
판초 비야 원정 중 뉴멕시코주 데밍 근처에 있는 제1아칸소 보병연대 A중대

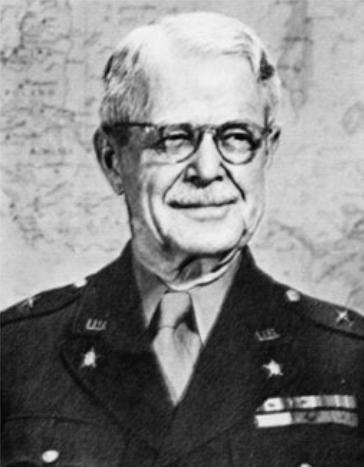
제1차 세계 대전 이후 주방위군 옹호자 존 M. 팔머

주방위군 훈련 및 준비 태세의 개선과 주방위군이 연방군화될 수 있는 상황의 해결은 판초 비야 원정 동안 멕시코-미국 국경에서 복무하기 위한 주방위군 부대의 소집으로 이어졌다.
또한 주방위군 부대는 제1차 세계 대전 동안 연방군화되어 해외에 배치되었다.
딕법과 그 후속 수정 조항으로 인한 육군-주방위군 관계 개선, 주방위군 훈련 및 준비 태세 개선, 그리고 비야 원정 및 제1차 세계 대전 동안 주방위군의 성공적인 복무는 존 매컬리 팔머와 다른 주방위군 옹호자들이 1920년에 주방위군을 완전히 연방 전용 예비군으로 대체하려는 노력을 좌절시키는 데 기여했다.

## 소설 속에서
1903년 민병대법은 잭 런던의 1908년 소설 강철군화에서 "사실상 아무런 논의 없이 의회와 상원을 통해 비밀리에 통과되었다"고 언급되며, 미국 시민에게 징병제를 도입한 것으로 묘사된다: "민병대에 들어가기를 거부하거나 일단 들어가서 복종하지 않으면 즉결 군사 재판에 회부되어 개처럼 총살될 것이다."

## 같이 보기
- 1792년 민병대법
- 군사 평화 수립법